# Кувок
Кувок (Tchouvok) — афразийский язык, на котором говорят в кантоне Южный Матакам, рядом с Замай, на территории Чувок субокруга Молоко округа Майо-Тсанага Крайнесеверного региона в Камеруне.